# Gouvernement de Pskov
1796–1927
Entités suivantes :
- Oblast de Léningrad

Le gouvernement de Pskov (en russe : Псковская губерния) est une division administrative de l’Empire russe, puis de la R.S.F.S.R., avec pour capitale la ville de Pskov. Créé en 1796, le gouvernement exista jusqu’en 1927 et son intégration à l’oblast de Léningrad.

## Histoire
La République de Pskov fait partie de la Moscovie depuis 1510. En 1708 la région est rattachée au gouvernement d’Ingrie avant de former, en 1727, une province du nouveau gouvernement de Novgorod. En 1796 est créé le gouvernement de Pskov qui existe inchangé jusqu’à la guerre civile russe. En 1920 le nouveau pouvoir bolchévique reconnaît l’indépendance des républiques baltes et leur fait des concessions territoriales. Le gouvernement de Pskov cède des terres à l’Estonie et à la Lettonie. En 1924 trois ouiezds du gouvernement de Vitebsk sont rattachés à celui de Pskov. En 1927 le gouvernement est supprimé et le territoire rattaché à l’oblast de Leningrad.

## Géographie
Le gouvernement de Pskov était bordé au nord par le gouvernement de Saint-Pétersbourg et, dans le sens des aiguilles d’une montre, par ceux de Novgorod, Tver, Smolensk, Vitebsk et de Livonie.
Le territoire du gouvernement de Pskov se retrouve de nos jours principalement dans l’oblast de Pskov, quelques régions sont en Estonie et en Lettonie.

## Subdivisions administratives
De 1802 à 1924 le gouvernement de Pskov était divisé en huit ouïezds : Velikié Louki, Novorjev, Opotchka, Porkhov, Ostrov, Pskov, Toropets et Kholm.

## Population
En 1897 la population du gouvernement était de 1 122 317 habitants, dont 94,7 de Russes, 2,3% d’Estoniens et de petites minorités lettonne, juive et finnoise.